# Een H.B.S. film
Een H.B.S. film is een roman uit 1924 van de Nederlandse schrijver Johan Treffers., Het boek werd uitgegeven door uitgeverij Valkhoff & Co, met illustraties van Isidorus van Mens. 
Johan Treffers was naast schrijver en literair criticus ook leraar op een Hogereburgerschool en zijn ervaringen aldaar inspireerde hem tot het schrijven van deze roman. Het was zijn meest succesvolle jeugdroman die meerdere herdrukken beleefde. Het boek verscheen onder de naam J. Treffers., 

## Inhoud
Gert-Jan en Jan-Gert van Hagestein zijn tweelingen. Ze lijken qua uiterlijk veel op elkaar. Qua karakter zijn ze verschillend: Jan-Gert heeft meer verantwoordelijkheidsgevoel. Gert-Jan is wat uitbundiger en vindt plezier maken het belangrijkst. Hij is de spil van ieder gezelschap.  
De jongens zijn nu twaalf jaar oud en zitten in de 1e klas van de Hogereburgerschool. Het gezin van Hagestein bestaat uit moeder, de tweelingen en hun zestienjarige zus Bep. Hun vader is een aantal jaren geleden overleden. Gert-Jan en Jan-Gert houden zeer veel van hun moeder. Dan is er nog oom Hein, een alleenstaande broer van hun vader. Oom Hein zorgt regelmatig voor financiële bijstand en is een grote steun voor het gezin. 
Gert-Jan komt in de problemen want hij gaat te nonchalant om met de studie. Op zijn eerste rapport in december heeft hij veel onvoldoendes. Jan-Gert wist het wel maar voor zijn moeder komt het onverwacht. Gert-Jan heeft spijt van zijn gedrag en hij belooft oprecht aan zijn moeder dat hij zijn leven zal beteren en dat hij hard zal gaan studeren. Maar zijn voornemen houdt niet lang stand. In de kerstvakantie zijn er veel feesten en komt er niet veel van studeren en als de school in januari weer begint gaat het al snel fout. 
Met de beste voornemens neemt hij de studie weer op maar hij raakt al snel ontmoedigd. Hij distantieert zich steeds meer van zijn broer en geeft zich over aan stiekem gedrag. Hij maakt spiekbriefjes en in plaats van huiswerk maken gaat hij, zonder dat anderen het merken, andere dingen doen. Hij begint als het ware een verborgen leven te leiden. Jan-Gert heeft zijn moeder deze keer wel ingelicht en als ze in maart het rapport van Gert-Jan onder ogen krijgt is het voor haar geen verrassing: Hij heeft nog steeds veel onvoldoendes en er zit een brief bij van de directeur over zijn gedrag. 
Zijn moeder voelt zich nu toch genoodzaakt om zich streng en afstandelijk tegen Gert-Jan op te stellen. En hij moet zijn rapport en de brief van de directeur aan oom Hein laten zien. Gert-Jan, nu overmand door verdriet, 
spijt en wanhoop, belooft aan oom Hein dat hij nu echt zijn leven zal beteren. 's Avonds op zijn slaapkamer is hij weer wanhopig maar Jan-Gert troost hem en belooft hem dat alles wel in orde zal komen. 
De volgende dag gaat hij met zijn moeder naar de directeur. Oom Hein en de directeur hebben een plan bedacht. Vanaf nu krijgt Gert-Jan iedere avond en woensdagmiddag bijles bij een leraar thuis. Hij wordt nu strak aan het lijntje gehouden en er blijft weinig tijd voor hem over om nog leuke dingen te gaan doen. Maar op school sluit hij zich weer aan bij Jan-Gert en zijn vriendenclubje en al snel krijgt hij de voldoening van goede cijfers en van het feit dat hij niets meer verborgen hoeft te houden. Met open vizier gaat hij het leven weer tegemoet.
De leraar die hem bijles geeft, meneer van Edelst, komt met het plan om met een aantal jongens tijdens de Pinksterdagen te gaan kamperen. Gert-Jan mag mee, op voorwaarde dat hij op zijn Pinksterrapport minstens twee onvoldoendes heeft weggewerkt. Dat lukt, en het Pinksterweekend wordt een groot succes, vooral voor Gert-Jan die eindelijk weer even van zijn vrijheid kan genieten.
Na afloop van dit weekend mag Gert-Jan zelf besluiten of hij onder toezicht van de leraar zal blijven werken. Zijn ontwakende zelfvertrouwen drijft hem naar onafhankelijkheid en vrijheid. Toch besluit hij om bij zijn leraar te blijven werken en de volgende woensdagmiddag zit hij alweer aan de studie bij meneer van Edelst. Het blijkt al gauw dat hij deze hulp nog steeds hard nodig heeft. Maar het lukt hem om alle onvoldoendes weg te werken en hij gaat over naar de 2e klas. Na de uitreiking van de rapporten loopt Gert-Jan samen met Jan-Gert naar huis. Daar kan hij pas echt genieten van zijn triomf. Het is hem alsof de zon is opgegaan. En de zomervakantie gaat beginnen, acht weken lang.

## Ontvangst
Het boek werd uitgebracht in oktober 1924 en kreeg over het algemeen zeer positieve recensies. Dat de roman ook voor de volwassen lezer interessant was werd in veel recensies duidelijk gemaakt.
De Bredasche krant schreef dat men met de lezing van dit boek allergenoeglijkste uren kan doorbrengen, en dat ook Oud-HBS-ers er van zullen genieten. Het Rotterdamsch Nieuwsblad schreef: "Welke HBS-er en zelfs gewezen HBS-er zal niet graag Een H.B.S. Film lezen?" De Zutphense Courant schreef dat er een goede geest in het boek zit. De Provinciale Overijsselsche en Zwolsche Courant legde de nadruk op het leraarschap van Treffers: "De heer Treffers kent de vreugde en verdriet van het jongensleven en weet er zo van te vertellen dat de lezer van harte meeleeft". De Telegraaf schreef dat het een echt "boek van de school" is, en dat een boek met dit gegeven niet saai en braaf, maar ook voor echte HBS-ers aantrekkelijk geschreven is. Maar volgens Het Vaderland was het boek "Wel een beetje schoolmeesterachtig en wat braaf". Verder was Het Vaderland enthousiast over de roman: "Een echte film! Alle emoties uit de jaren, die je in een 2e of 3e klas HBS slijt, komen er in voor."